# التعديلات التحديثية الزلزالية

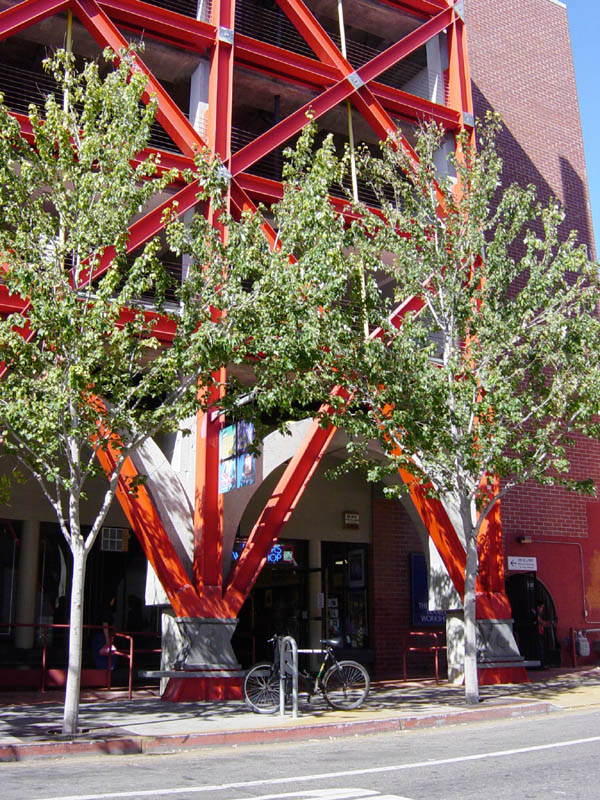

تتضمن التعديلات التحديثية الزالزالية تعديل المباني القائمة لتهيئتها وجعلها أكثر مقاومة للنشاط الزلزالي أو الحركة الأرضية أو انهيار التربة الناجم عن الزلازل. مع الفهم الأفضل لمدى تأثير الزلازل على المباني والتجارب الأخيرة مع الزلازل الكبيرة القريبة من المراكز الحضرية، أصبحت الحاجة إلى إعادة التأهيل وإجراء تعديلات تحديثية للتعامل مع الزلازل حاجة ملحة وأمرًا مرغوبًا بشدة. قبل إدخال الاشتراطات الزلزالية الحديثة في أواخر الستينات للبلدان المتقدمة (الولايات المتحدة واليابان وغيرها) وفي أواخر السبعينات بالنسبة إلى دول أخرى كثيرة في العالم (تركيا والصين وغيرها)، كانت مبانٍ كثيرة قد صُممت بشكل غير كافٍ من ناحية التفاصيل والتسليح للحماية من خطر الزلازل. بالنظر والتمحص بهذه المشكلة الوشيكة، أُجريت أعمال بحث عديدة، ونشرت في جميع أنحاء العالم أحدث الإرشادات والمبادئ التوجيهية التقنية لتقييم الزلازل وإعادة التأهيل، مثل كتيب المبادئ التوجيهية من الجمعية الأمريكية للمهندسين المدنيين (ASCE) والإرشادات التوجيهية لجمعية نيوزيلندا لهندسة الزلازل. يجب تحديث هذه الإرشادات التوجيهية والاشتراطات بانتظام، على سبيل المثال، سلط زلزال نوريدج عام 1994 الضوء على هشاشة إطارات الحديد.
تنطبق أساليب إعادة التأهيل المبينة هنا على المخاطر الطبيعية الأخرى مثل الأعاصير المدارية والرياح الشديدة الناجمة عن العواصف الرعدية، وفي حين تتعلق التطبيقات الحالية لعمليات إعادة التأهيل الزلزالي أساسًا بالتحسينات الإنشائية للحد من الخطر الزلزالي الناجم، فإن من الضروري بالمثل الحد من الأخطار والخسائر الناجمة عن العناصر غير الإنشائية. من المهم أيضًا أن نضع في الحسبان أنه لا يوجد مبنىً مضاد للزلازل تمامًا بالرغم من إمكانية تعزيز وتحسين الأداء الزلزالي إلى حد كبير بفضل التصميم الأولي السليم أو التعديلات اللاحقة.

## الاستراتيجيات
وُضعت في العقود القليلة الماضية استراتيجياتُ إعادة التأهيل والتعديلات التحديثية للزلازل بعد استحداث شروط وبنود جديدة للزلازل وتوافر مواد حديثة (مثل اللدائن المدعمة بالألياف، والخرسانة المدعمة بالألياف، وحديد التسليح القوي).
- زيادة القدرة الكلية (التعزيز والتقوية). ويتم ذلك عادة بإضافة مشابك تثبيت متقاطعة أو جدران إنشائية جديدة.
- خفض قوة تأثير الزلزال على المبنى عبر الإخماد التكميلي و/أو استخدام نظم العزل الأساسية.[6]
- زيادة قدرة العناصر الإنشائية. تميز هذه الاستراتيجية القدرة الكامنة داخل المنشآت القائمة، لذا فإنها تعتمد نهجًا أكثر فعالية من ناحية التكلفة لتحسين القدرة على نحو انتقائي (التشوه أو القوة أو الصلابة) للعناصر الإنشائية.
- الإضعاف الانتقائي، وهي إستراتيجية مضادة بديهية لتغيير تصرف المنشأ غير المرن، مع تمييز القدرة الكامنة للمنشأ في الوقت نفسه.
- السماح بوصلات منزلقة مثل جسور الممر لاستيعاب الحركة الإضافية بين الهياكل المستقلة زلزاليًا.[7]
- إضافة مخمدات الاحتكاك الزلزالي لزيادة درجة إخماد المبنى ومقدار محدد من الصلابة الإضافية.

## أهداف الأداء
في الماضي، كانت عمليات إعادة التأهيل الزلزالي تُطبق في الأساس لتحقيق السلامة العامة، حيث كانت الحلول الهندسية محدودة باعتبارات اقتصادية وسياسية. مع ذلك، ومع تطور هندسة الزلازل، يتم التعرف تدريجيًا على عدة مستويات من أهداف الأداء:
- السلامة العامة فقط. والهدف من ذلك هو حماية الحياة البشرية، وضمان عدم انهيار الأبنية والمنشآت على ساكنيها أو المارة، والخروج من المبنى بأمان. في ظل ظروف زلزالية شديدة، قد ينهار المبنى كاملًا ما يتطلب هدمه واستبداله.
- الإبقاء على المنشأ أو المبنى. يتمثل الهدف في أن المُنشأ، على الرغم من أنه ما يزال آمنًا ويمكن لساكنيه الخروج، قد يحتاج إلى عمليات إصلاح وترميم واسعة (ولكن ليس استبدالًا أو هدمًا) قبل أن يكون مفيدًا أو يُعد آمنا بالنسبة للسكان مرة أخرى، وهذا هو عادة أدنى مستوى من إعادة التأهيل ويطبق على الجسور.
- الإبقاء على وظيفة المنشأ واستمرار تشغيله: المنشأ الأساسي غير تالف وغير منقوص. يضمن هذا المستوى العالي أن أي إصلاحات مطلوبة بعد الزلزال تكون «تجميلية» فقط - على سبيل المثال: تشققات بسيطة في الجبص والجدران. هذا هو الحد الأدنى المطلوب للمستشفيات.
- عدم تأثر المبنى بشكل كامل. يفضل تطبيق هذا المستوى على الهياكل التاريخية ذات الأهمية الثقافية العالية.

## تقنيات
تنقسمُ تقنيات التعديلات التحديثية الزلزالية إلى عدة فئات:

### عوازل القاعدة
عوازل القاعدة (بالإنجليزية: Base isolators): هي مجموعة من العناصر الإنشائية للمبنى تفصل بنيته عن الأرض المُزلزلة، فتُعزز حماية المبنى وأدائه الزلزالي. يمكن تطبيق هذه التكنولوجيا الهندسيّة للزلازل -التي تعتبر نوعًا من التحكم في الاهتزازات الزلزالية- على المباني المصمّمة حديثًا واستخدامها في التطوير الزلزالي للمباني القائمة. عادةً، تجري أعمال الحفر حول المبنى ويُفصل عن الأساسات. يحلّ الحديد أو عوارض الخرسانة المسلحة محل الروابط مع الأساسات، ويوضع تحتها عوازل القاعدة. في حين تميل عوازل القاعدة إلى منع انتقال حركة الأرض الانتقالية وتأثيرها على المبنى، فإنها تحافظُ أيضًا على موقع المبنى بشكل ملائم فوق القاعدة. ويلزم إيلاء اهتمام دقيق للتفاصيل التي تكون فيها واجهات المبنى مع الأرض، بالأخص عند المداخل والممرات والمنحدرات، لضمان الحركة النسبية الكافية لتلك العناصر الإنشائيّة.

### نظام تحكم نشط
تتأرجح المباني العالية جدًّا «ناطحات السحاب» عند بنائها باستخدام مواد حديثة خفيفة الوزن بشكل غير مريح -ولكن ليس بشكل خطير- في ظروف معينة بسبب الرياح. يكمن حل هذه المشكلة في وضع كتلة كبيرة في أحد الطوابق العليا، وتُضبط لتكون حرة في التحرك ضمن نطاق محدود. يُدفع المكبس الهيدروليكي -الذي يشغَّل بمضخات كهربائية- بقوة لمواجهة قوى الرياح والرنين الطبيعي.